# Magnolia (colore)
Magnolia è il colore del fiore della magnolia che fiorisce in vari colori a seconda della specie. Nello standard Pantone é una tonalità di giallo con codice esadecimale #FFF9E4. Nello standard web é una tonalità di viola con codice esadecimale #F8F4FF.